# Phare de Fano
Le phare de Fano (en italien : Faro di Fano) est un phare situé à l'entrée du port de Fano, dans la région des Marches en Italie. Il est géré par la Marina Militare.

## Histoire
Le premier phare, mis en service en 1862, était une tour carrée en maçonnerie centrée sur une maison de gardien. Le phare actuel, mis en service en 1950, est automatisé et la maison de gardien sert de bureau à la garde-côtes italienne. Il est situé sur le front de mer.
Il possède un Système d'identification automatique pour la navigation maritime.

## Description
Le phare  est une tour carrée de 20 m de haut, avec balcon et lanterne métallique devant une maison de gardien de deux étages. Le phare est blanc et le dôme de la lanterne est gris métallique. Il émet, à une hauteur focale de 21 m, un éclat blanc toutes les 5 secondes. Sa portée est de 15 milles nautiques (environ 28 km) pour le feu principal et 11 milles nautiques (environ 20 km) pour le feu de veille.
Identifiant : ARLHS : ITA-065 ; EF-3966 - Amirauté : E2362 - NGA : 11280 .

## Caractéristiques dufeu maritime
Fréquence : 5 s (W)
- Lumière : 1 seconde
- Obscurité : 4 secondes
- Lumière : 0.2 seconde
- Obscurité : 11 secondes

|              |
| Port de Fano |

### Lien connexe
- Liste des phares de l'Italie